# Policyja Królestwa Polskiego na kształt Arystotelesowych Polityk
Policyja Królestwa Polskiego na kształt Arystotelesowych Polityk wypisana i na świat dla dobra pospolitego wydana – traktat polityczny Stanisława Orzechowskiego, wydany w 1565 lub 1566.
Przez długi czas utwór był znany z kilku rękopisów. Dopiero w 1975 zostały odkryte fragmenty wydania z 1565 lub 1566, służące jako materiał introligatorski innych dzieł. Nie jest pewne, czy wydanie to zostało ukończone i rozpowszechniane. Policyja była ostatnim dziełem Orzechowskiego.
Utwór odwołuje się do rozprawy Arystotelesa Polityka i przedstawionych w niej form ustrojowych. Termin policyja oznacza w dziele Orzechowskiego ustrój polityczny. Autor przedstawia program organizacji państwa szlacheckiego w duchu odnowionego po soborze trydenckim katolicyzmu. Zdaniem Orzechowskiego filarami państwa mają być duchowni, król i szlachta (inne stany jak kupcy, rzemieślnicy czy chłopi są traktowane jako służebne i niedopuszczane do władzy).